# Dante Rossi
Dante Rossi, född 28 augusti 1936 i Bologna, död 15 mars 2013 i Lavagna, var en italiensk vattenpolomålvakt. Under 1960-talet representerade han Italien i OS två gånger: 1960 och 1964. I Rom blev det guld, medan resultatet i Tokyo var en fjärdeplats.
Rossi spelade för Società Sportiva Nervi fram till år 1970.